# Curug (Jasinga)
Curug is een bestuurslaag in het regentschap Bogor van de provincie West-Java, Indonesië. Curug telt 4776 inwoners (volkstelling 2010).